# Golden Globe-galan 1948
5:e
Golden Globe Awards

10 mars 1948
Bästa film

Tyst överenskommelse
Golden Globe-galan 1948 var den femte upplagan av Golden Globe Awards, som belönade filminsatser från 1947, och hölls på Hollywood Roosevelt Hotel i Los Angeles, Kalifornien den 10 mars 1948.

## Vinnare
| Bästa film - Tyst överenskommelse                              |                                                                             |
| Bästa manliga huvudroll - Ronald Colman – Dubbelliv            | Bästa kvinnliga huvudroll - Rosalind Russell – Mourning Becomes Electra     |
| Bästa manliga biroll - Edmund Gwenn – Det hände i New York     | Bästa kvinnliga biroll - Celeste Holm – Tyst överenskommelse                |
| Bästa regissör - Elia Kazan – Tyst överenskommelse             | Bästa manus - Det hände i New York – George Seaton                          |
| Bästa filmmusik - Pappa och vi – Max Steiner                   | Bästa foto - Svart narcissus – Jack Cardiff                                 |
| Årets nya stjärna – skådespelare - Richard Widmark – Angivaren | Årets nya stjärna – skådespelerska - Lois Maxwell – That Hagen Girl         |
| Särskild prestation - Walt Disney – Bambi                      | Special Award – Best Juvenile Actor - Dean Stockwell – Tyst överenskommelse |

### Filmer med flera vinster
| Vinster | Film                 |
| ------- | -------------------- |
| 4       | Tyst överenskommelse |
| 2       | Det hände i New York |